# Enhanced Write Filter
Enhanced Write Filter (o EWF) es un componente de Windows XP Embedded y  Windows Embedded Standard 7 que almacena cambios del volumen en cualquier otro soporte, en lugar de aplicarlos al volumen original. EWF permite se descarten las escrituras o que se entreguen al volumen original posteriormente (ya sea directamente o por medio de la falta de acción basada en la configuración). Como esto minimiza la escritura en un disco duro específico, EWF y FBWF (archivos basados en  Write Filter) se han hecho populares entre entusiastas de la informática como una forma de disminuir el desgaste de las unidades de estado sólido en netbooks y CarPCs.